# Nicolae Vaschide
Nicolae Vaschide (n. 1874 – d. 1907) a fost un psiholog și psihiatru român, care și-a desfășurat activitatea de cercetare în Franța. Colaborator al lui A. Binet, Ed. Toulouse și H. Pieron, Vaschide a adus o contribuție prețioasă în domeniul psihologiei experimentale, studiind diverse procese senzoriale, somnul și visele, atenția, funcțiunea psihofizică a mâinii. A colaborat sistematic la publicațiile românești („Noua revistă română”, „Revista idealistă”, la care a fost prim-redactor, etc.), contribuind, prin articolele în care pleda în favoara psihologiei experimentale, la constituirea acestei discipline în România.

## Opera principală
- Tehnica psihologiei experimentale, în colaborare cu Ed. Toulouse și H. Pieron, 1904
- Eseu asupra psihologiei mâinii, 1909
- Psihologia atenției, în colaborare cu R. Meunier, 1910
- Somnul și visele, 1911